# Шевченко Віктор Фокійович
Віктор Фокійович Шевченко (підписувався Фокич Віктор; 27 вересня 1924, Миколаїв — 1998) — український живописець; член Спілки радянських художників України.

## Біографія
Народився 27 вересня 1924 року в місті Миколаєві (тепер Україна). 1951 року закінчив Київський художній інститут (викладачі Костянтин Єлева, Ілля Штільман, Анатолій Петрицький, Олексій Шовкуненко, Тетяна Яблонська).
Мешкав у місті Боярці Київської області, в будинку на вулиці Бульварній № 13/48. Помер у 1998 році.

## Творчість
Працював в галузі станкового живопису. Серед робіт:
- «Жіночий портрет» (1946, папір, вугілля);
- портрет провідниці А. Сидорової (1959);
- «Натюрморт» (1959, полотно, олія);
- «Клайпеда. Судноремонтний завод» (1961, картон, темпера);
- «Петербурзька осінь. (Тарас Шевченко і Микола Чернишевський)» (1964);
- портрет старшого матроса 3. Хабіббуліна (1964);
- «Рік 1920-й» (1967);
- «Київські залізничні майстерні святкують» (1969).

Брав участь у всеукраїнських виставках з 1952 року, всесоюзних — з 1961 року.